# Economia de l'Aràbia Saudita
L'economia de l'Aràbia Saudita està basada en l'extracció del petroli, amb un fort control governamental sobre les principals activitats econòmiques. Aràbia Saudita és el país amb les majors reserves de petroli ja descobertes (més del 20% del total mundial), és el principal exportador de petroli del món i té un paper de lideratge en l'OPEP. El sector petrolier és responsable de prop de 80% dels ingressos pressupostaris, 45% del PIB i 90% dels ingressos de les exportacions.
El país estimula l'expansió del sector privat, amb la intenció de diversificar la seva economia i ocupar més treballadors nacionals. Els intents de diversificar passen pels sectors de generació d'energia, telecomunicacions, exploració de gas natural i petroquímica. El país ocupa aproximadament 6 milions d'estrangers, especialment en els sectors de petroli i serveis, mentre que el govern intenta reduir l'atur entre els nacionals.